# Daiju Matsumoto
Daiju Matsumoto (jap. 松本 大樹, Matsumoto Daiju; * 9. Dezember 1977 in der Präfektur Gunma) ist ein ehemaliger japanischer Fußballspieler.

## Karriere
Matsumoto erlernte das Fußballspielen in der Schulmannschaft der Maebashi Commercial High School. Seinen ersten Vertrag unterschrieb er 1996 bei Gamba Osaka. Der Verein spielte in der höchsten Liga des Landes, der J1 League. Für den Verein absolvierte er 13 Erstligaspiele. 2000 wechselte er zum Zweitligisten Ōmiya Ardija. Für den Verein absolvierte er 61 Spiele. 2004 wurde er mit dem Verein Vizemeister der J2 League und stieg in die J1 League auf. Ende 2004 beendete er seine Karriere als Fußballspieler.